# Grand-Failly
Pour les articles homonymes, voir Petit-Failly et Failly.
Grand-Failly est une commune française située dans le département de Meurthe-et-Moselle en région Grand Est.

## Géographie
Le territoire communal est situé au sud de la vallée de la Chiers, dans le Pays Haut de la Lorraine, à l'extrémité Nord du département de Meurthe-et-Moselle. La commune est traversée par la rivière de l'Othain. Le village est enserré entre trois plateaux et s'étend entre des terres agricoles et des surfaces boisées.
| Petit-Failly                   |                                                             | Colmey         |
| Rupt-sur-Othain (Meuse)        | Grand-Failly                                                | Longuyon       |
| Delut (Meuse), Dombras (Meuse) | Merles-sur-Loison (Meuse), Saint-Laurent-sur-Othain (Meuse) | Sorbey (Meuse) |

### Hydrographie

#### Réseau hydrographique
La commune est dans le bassin versant de la Meuse au sein du bassin Rhin-Meuse. Elle est drainée par la Chiers, le Loison, le ruisseau de Launois, le ruisseau du Bois de Parlay et l'Othain,.
La Chiers, d'une longueur de 127 km, prend sa source dans la commune de Mont-Saint-Martin et se jette  dans la Meuse à Remilly-Aillicourt, après avoir traversé 46 communes. 

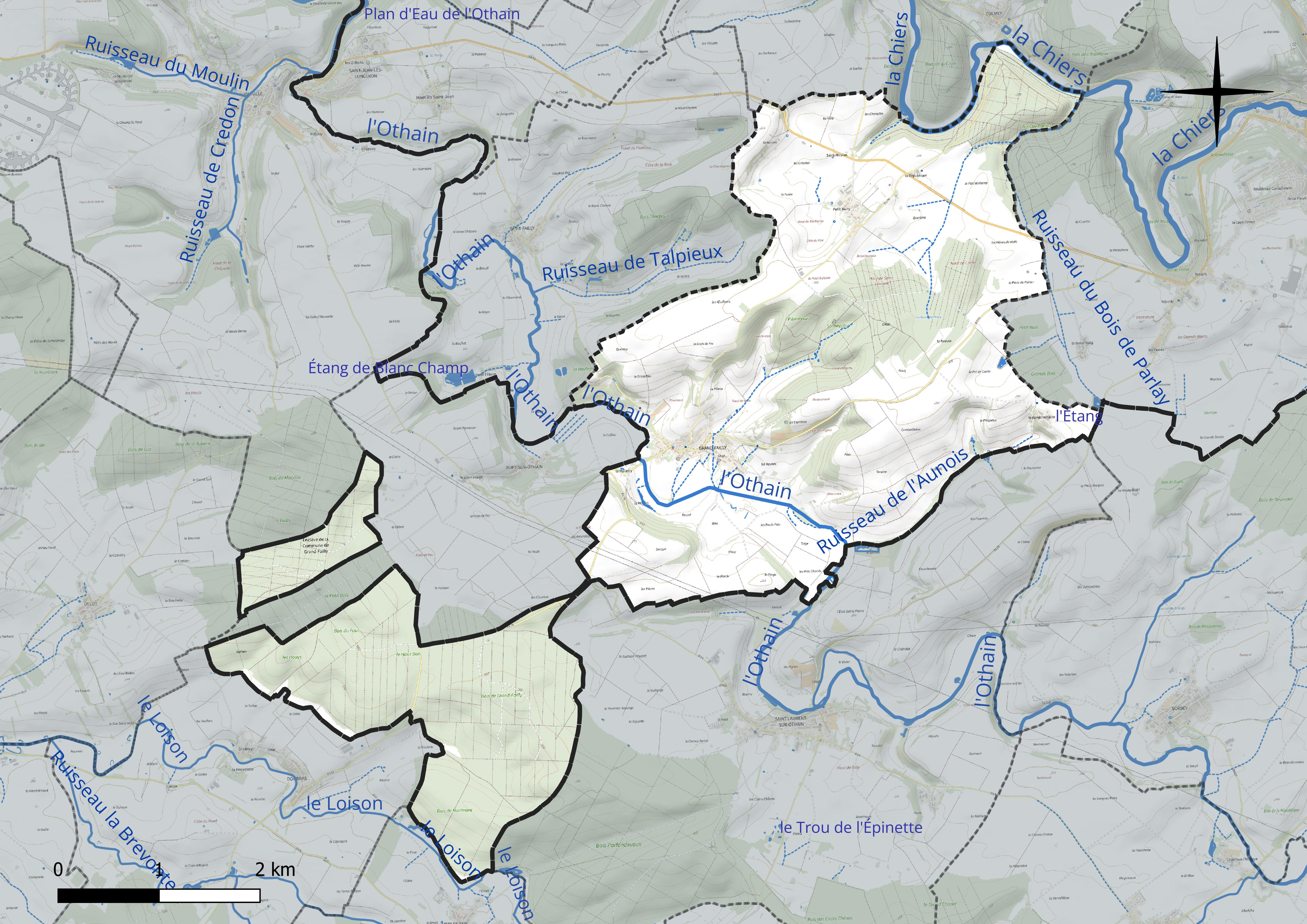
Réseau hydrographique de Grand-Failly.

Le Loison, d'une longueur de 53 km, prend sa source dans la commune de Loison et se jette  dans la Chiers à Chauvency-le-Château, après avoir traversé 17 communes. 

#### Gestion et qualité des eaux
Le territoire communal est couvert par le schéma d'aménagement et de gestion des eaux (SAGE) « Bassin ferrifère ». Ce document de planification concerne le périmètre des anciennes galeries des mines de fer, des aquifères et des bassins versants hydrographiques associés qui s’étend sur 2 418 km2. Les bassins versants concernés sont celui de la Chiers en amont de la confluence avec l'Othain, et ses affluents (la Crusnes, la Pienne, l'Othain), celui de l'Orne et ses affluents et celui de la Fensch, le Veymerange, la Kiesel et les parties françaises du bassin versant de l'Alzette et de ses affluents (Kaylbach, ruisseau de Volmerange). Il a été approuvé le 27 mars 2015. La structure porteuse de l'élaboration et de la mise en œuvre est la région Grand Est. 
La qualité des cours d’eau peut être consultée sur un site dédié géré par les agences de l’eau et l’Agence française pour la biodiversité. 

### Climat
Pour des articles plus généraux, voir Climat du Grand Est et Climat de Meurthe-et-Moselle.
En 2010, le climat de la commune est de type climat de montagne, selon une étude du Centre national de la recherche scientifique s'appuyant sur une série de données couvrant la période 1971-2000. En 2020, Météo-France publie une typologie des climats de la France métropolitaine dans laquelle la commune est dans une zone de transition entre le climat océanique altéré et le climat océanique altéré et est dans la région climatique  Lorraine, plateau de Langres, Morvan, caractérisée par un hiver rude (1,5 °C), des vents modérés et des brouillards fréquents en automne et hiver. 
Pour la période 1971-2000, la température annuelle moyenne est de 9,5 °C, avec une amplitude thermique annuelle de 15,8 °C. Le cumul annuel moyen de précipitations est de 944 mm, avec 13,9 jours de précipitations en janvier et 9,6 jours en juillet. Pour la période 1991-2020, la température moyenne annuelle observée sur la station météorologique de Météo-France la plus proche, « Villette », sur la commune de Villette à 7 km à vol d'oiseau, est de 10,1 °C et le cumul annuel moyen de précipitations est de 909,4 mm. 
La température maximale relevée sur cette station est de 39 °C, atteinte le 25 juillet 2019 ; la température minimale est de −14,8 °C, atteinte le 20 décembre 2009,,. 
Les paramètres climatiques de la commune ont été estimés pour le milieu du siècle (2041-2070) selon différents scénarios d'émission de gaz à effet de serre à partir des nouvelles projections climatiques de référence DRIAS-2020. Ils sont consultables sur un site dédié publié par Météo-France en novembre 2022.

## Urbanisme

### Typologie
Au 1er janvier 2024, Grand-Failly est catégorisée commune rurale à habitat dispersé, selon la nouvelle grille communale de densité à sept niveaux définie par l'Insee en 2022.
Elle est située hors unité urbaine et hors attraction des villes,.

### Occupation des sols
L'occupation des sols de la commune, telle qu'elle ressort de la base de données européenne d’occupation biophysique des sols Corine Land Cover (CLC), est marquée par l'importance des territoires agricoles (56,4 % en 2018), une proportion identique à celle de 1990 (56,4 %). La répartition détaillée en 2018 est la suivante : forêts (42,5 %), terres arables (31,8 %), prairies (24,5 %), zones urbanisées (1,2 %), zones agricoles hétérogènes (0,1 %). L'évolution de l’occupation des sols de la commune et de ses infrastructures peut être observée sur les différentes représentations cartographiques du territoire : la carte de Cassini (XVIIIe siècle), la carte d'état-major (1820-1866) et les cartes ou photos aériennes de l'IGN pour la période actuelle (1950 à aujourd'hui).

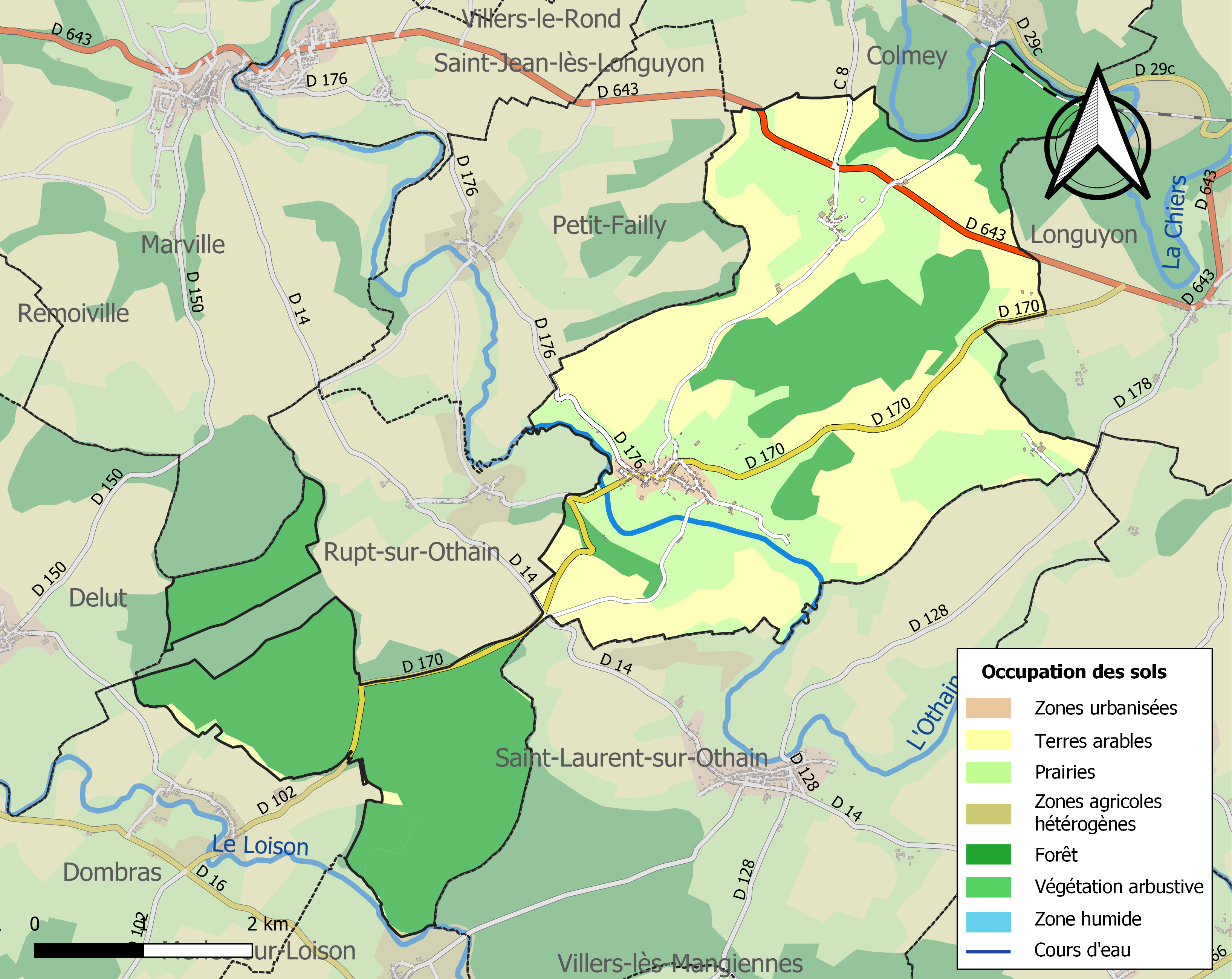
Carte des infrastructures et de l'occupation des sols de la commune en 2018 (CLC).

## Toponymie
Le nom de la localité est attesté sous les formes Fataliago villa in comitatu Virdunensi (636) ; Villa Fadiliaco in pago methensi (914) ; Fally (XIe siècle) ; Grant-Failly (1304) ; Grant-Failley (XVe siècle) ; Le Grant Fally (1594) ; Grandi Failleum (XVIIe siècle).

## Histoire
- Village de l'ancienne province du Barrois, rattaché au bailliage de Longuyon.
- En 1811 rattachement de Petit-Xivry à Grand-Failly.

## Politique et administration
| Période                                  | Période                   | Identité                                             | Étiquette | Qualité      |
| ---------------------------------------- | ------------------------- | ---------------------------------------------------- | --------- | ------------ |
| Les données manquantes sont à compléter. |                           |                                                      |           |              |
| mars 2001                                | En cours (au 25 mai 2020) | Jean-François Damien, Réélu pour le mandat 2020-2026 |           | Ancien cadre |

## Population et société

### Démographie
L'évolution du nombre d'habitants est connue à travers les recensements de la population effectués dans la commune depuis 1793. Pour les communes de moins de 10 000 habitants, une enquête de recensement portant sur toute la population est réalisée tous les cinq ans, les populations de référence des années intermédiaires étant quant à elles estimées par interpolation ou extrapolation. Pour la commune, le premier recensement exhaustif entrant dans le cadre du nouveau dispositif a été réalisé en 2008.

En 2022, la commune comptait 362 habitants, en évolution de +13,13 % par rapport à 2016 (Meurthe-et-Moselle : −0,13 %, France hors Mayotte : +2,11 %).
| 1793 | 1800 | 1806 | 1821 | 1836 | 1841 | 1861 | 1866 | 1872 |
| ---- | ---- | ---- | ---- | ---- | ---- | ---- | ---- | ---- |
| 520  | 537  | 575  | 851  | 846  | 840  | 851  | 830  | 781  |

| 1876 | 1881 | 1886 | 1891 | 1896 | 1901 | 1906 | 1911 | 1921 |
| ---- | ---- | ---- | ---- | ---- | ---- | ---- | ---- | ---- |
| 739  | 718  | 696  | 659  | 651  | 594  | 556  | 500  | 406  |

| 1926 | 1931 | 1936 | 1946 | 1954 | 1962 | 1968 | 1975 | 1982 |
| ---- | ---- | ---- | ---- | ---- | ---- | ---- | ---- | ---- |
| 425  | 383  | 364  | 360  | 372  | 407  | 389  | 342  | 334  |

| 1990 | 1999 | 2006 | 2008 | 2013 | 2018 | 2022 | - | - |
| ---- | ---- | ---- | ---- | ---- | ---- | ---- | - | - |
| 294  | 294  | 307  | 311  | 305  | 347  | 362  | - | - |

## Culture locale et patrimoine

### Lieux et monuments

#### Édifices civils

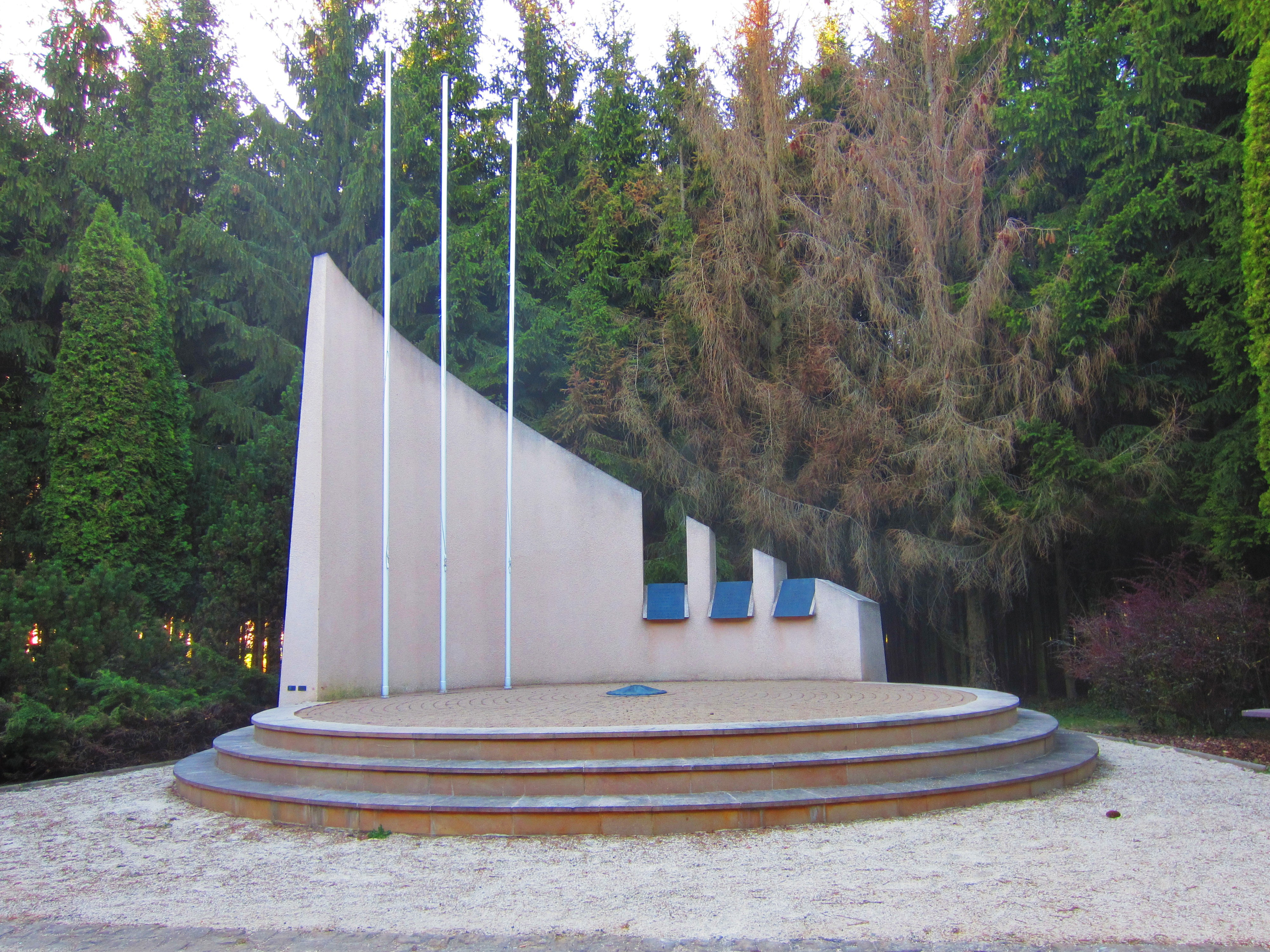
Mémorial militaire américain 1939/44.

- Découverte au cours des XIXe et XXe siècles de nombreuses sépultures gallo-romaines et mérovingiennes.
- Vestiges de deux maisons fortes à Grand-Failly.
- Château à Petit-Xivry reconstruit en 1700 (date portée par la clef de la porte piétonne), agrandi ou rétabli en 1742 (date portée par le linteau d'une fenêtre de la façade latérale droite) aux frais de Catherine de Gorcy.
- Lavoir dit fontaine du Catinat à Grand-Failly, situé rue Basse, construit en 1785, date portée par une pierre de fondation.
- Lavoir des Trois Fontaines à Petit-Xivry.
- Mémorial militaire américain 1939-1944[25].
- Musée archéologique de la chapelle Saint-Aignan : produits de fouilles.

#### Édifices religieux

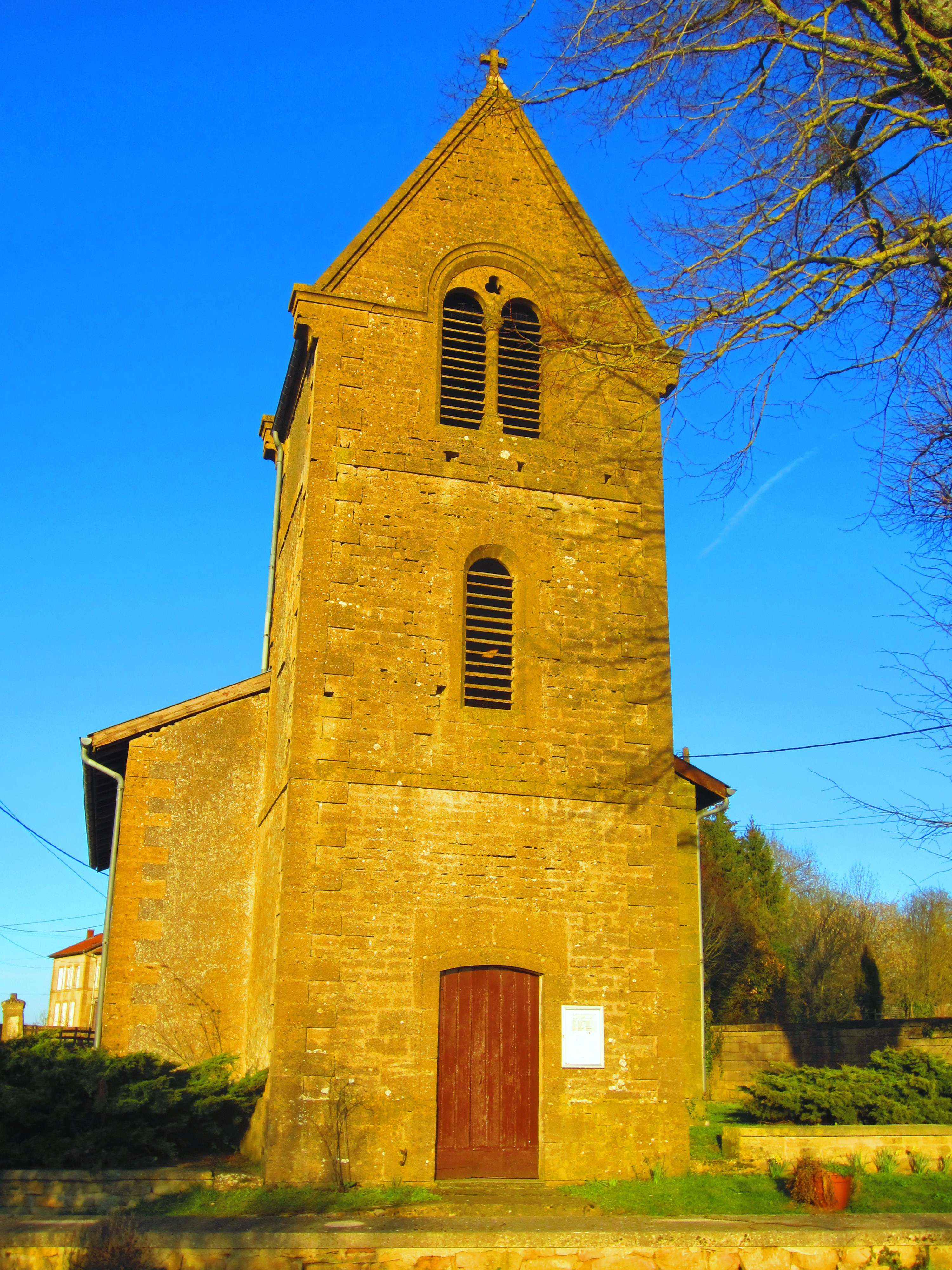
Église de la-Nativité-de la-Vierge à Petit-Xivry.

- Église paroissiale Saint-Martin. Tour clocher et nef à trois vaisseaux plafonnés construites fin XIIe et première moitié du XIIIe siècle. Chœur de la 2e moitié du XIIIe siècle. Édifice de type basilical transformé en église-halle dans les années 1720-1725 par voûtement des trois vaisseaux et mise en place d'une toiture unique. Repercement des murs gouttereaux à la même époque. Malgré des réparations en 1825 (date portée), l'église est interdite en 1851. Importants travaux de restauration à partir de 1853 : percement d'une porte au rez-de-chaussée de la tour, construction de fausses voûtes sur les trois vaisseaux de la nef, piliers transformés en colonnes, abaissement du niveau du sol, suppression des portes latérales. Voûtement partiel refait en brique de laitier en 1908. Décapage et remise en état par les paroissiens depuis les années 1980. Éléments défensifs.
- Église paroissiale de la-Nativité-de la-Vierge à Petit-Xivry, reconstruite en 1783, date portée par une pierre de fondation placée à l'angle sud-est de la sacristie.
- Chapelle Saint-Aignan à Grand-Failly, première moitié XIXe siècle [actuel musée].
- Chapelle Notre-Dame (Sorbeyvaux).
- Chapelle oratoire à Petit-Xivry.

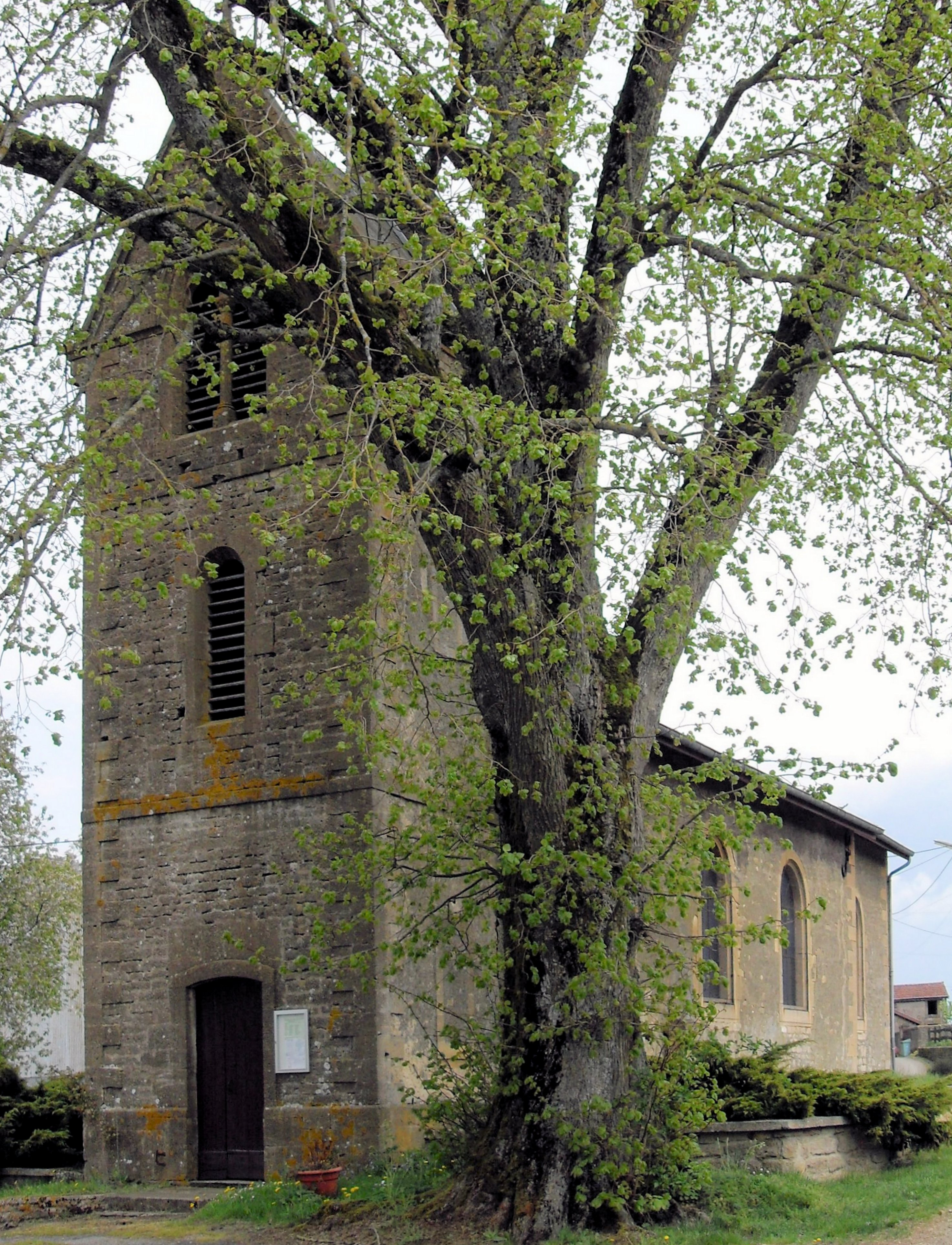
Église de la-Nativité-de la-Vierge à Petit-Xivry.
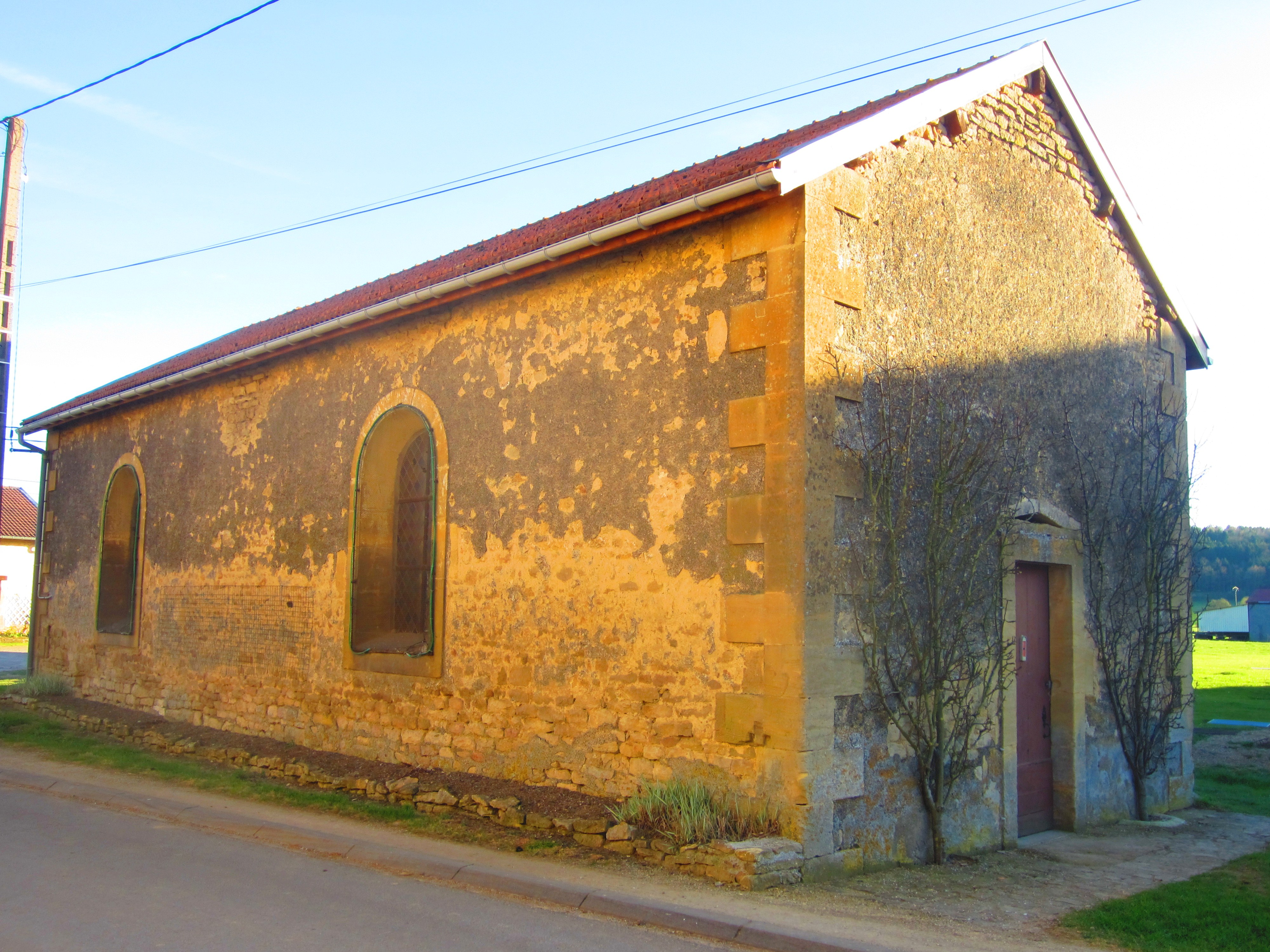
Chapelle Saint-Aignan à Grand-Failly.
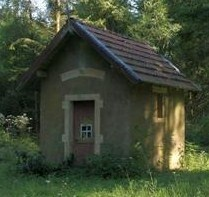
Chapelle Notre-Dame de Sorbeyvaux.
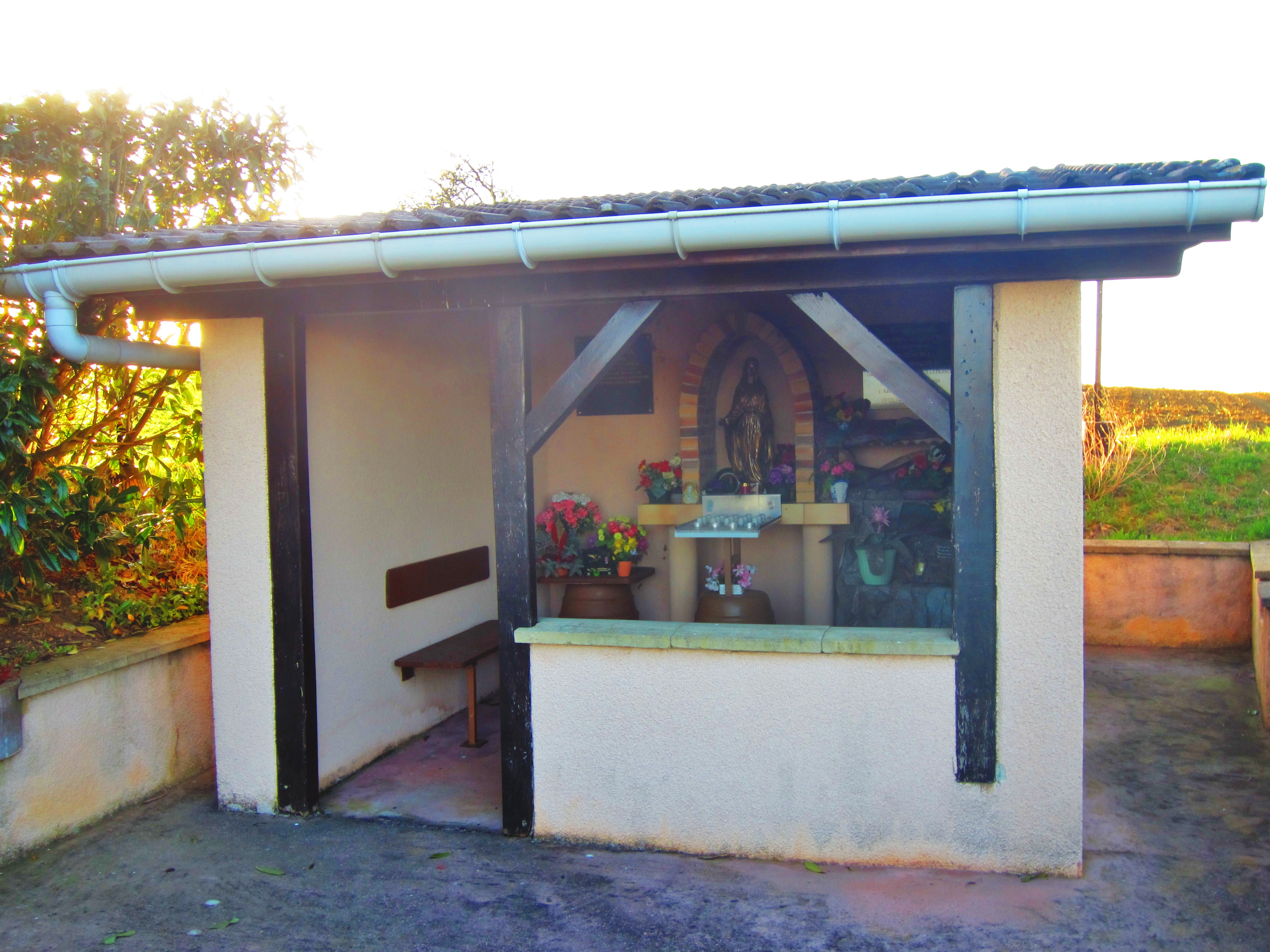
Chapelle oratoire à Petit-Xivry.

### Personnalités liées à la commune
Le village de Grand-Failly a été l'objet d'une longue enquête de sociologie et ethnologie rurales (1967-1973) dirigée essentiellement par Hughes Lamarche (CNRS) et Claude Karnoouh (CNRS) auxquels s'est adjointe Susan Carol Rogers (Université de New York, NYU), ensemble ces chercheurs ont synthétisé leurs travaux dans un ouvrage collectif intitulé : Paysans, Femmes et Citoyens. Luttes pour le pouvoir dans un village Lorrain, Actes Sud, 1980.
Un film ethnologique a été réalisé à Grand Failly en 1971-72 sur le thème du pouvoir municipal.Jours tranquilles en Lorraine : réalisateurs Jean Arlaud (Université Paris VII) et Claude Karnoouh (CNRS-Paris) ; producteurs, Comité du Fflm ethnographique du musée de l'Homme et Groupe de recherche sociologique du CNRS ; distributeur CNRS, Paris-Meudon.

### Héraldique, logotype et devise
| Blason de Grand-Failly | Blason  | De gueules à la fasce d'argent, accompagnée de trois doloires du même posés en fasce. |
| Blason de Grand-Failly | Détails | Le statut officiel du blason reste à déterminer.                                      |